# アイカギ
『アイカギ』は、2017年1月27日にあざらしそふとより発売されたアダルトゲーム。
2018年1月26日には本作の後日談を描いた『アイカギ〜アフターデイズ〜』が発売された。
『アイカギ』と『アイカギ〜アフターデイズ〜』をセットにした家庭用ゲーム機版『アイカギ きみと一緒にパック』が制作され、2019年8月29日にはエンターグラムよりPlayStation 4版が発売、2021年12月16日にはiMelよりNintendo Switch版が発売された。
シリーズ作品として2019年4月26日に『アイカギ2』が、2021年5月28日に『アイカギ3』が発売されている。

## あらすじ
卒業を控えた主人公は幼馴染の小鳥遊汐栞から同居することを提案される。

## 登場人物
春原 望
本作の主人公。
小鳥遊 汐栞（たかなし しおり）
声 - 八尋まみ
主人公の同級生。

## スタッフ
- 原画 - ぎん太郎
- シナリオ - もみあげルパンR
- 音楽 - 玄米爺

## 小説版
- アイカギ 〜恥じらい幼馴染とドギマギ同棲ライフ〜（もみあげルパンR著、ぷちぱら文庫、2020年10月発売、ISBN 9784801530430）